# Appleseed (SNES)
Вижте пояснителната страница за други значения на Appleseed.
Appleseed е видеоигра за SNES (съкращение от Супер нинтендо ентъртейнмънт систъм) базирана на манга със същото име създадена от Масамуне Широу.

## Сюжет
Играта е базирана на инцидента с Гея от 1 и 2 том на манга поредицата. Действието се развива в Олимпус, изкуствено създаден град, построен след свършването на Третата световна война. Управата на града решава, че е необходим ESWAT отряд, който да се справи с терористите заплашващи града. В екипа влизат Дюнън Кнут и Брариъс Хекатонхейри.
Проектът Гея е неуспешен. Вместо да работи в полза на мира и реда, компютърната система (Гея) дава заповед за елиминиране на биороидите, тъй като ги смята за заплаха за човечеството. Задачата на двамата главни герои е да предотвъртят това.